# Urszula Modrzyńska
Urszula Modrzyńska (23 de febrero de 1928-11 de diciembre de 2010) fue una actriz de teatro y cine polaca.
Modrzyńska comenzó su carrera en el escenario en 1949 en el Teatro Wilam Horzyca de Toruń. En los años 1950 y 1960 interpretó varios papeles memorables en películas de directores polacos, en particular de Andrzej Wajda (Dorota en Pokolenie - 1955) y Aleksander Ford (Jagienka en Krzyżacy - 1960).
En la década de 1970 interpretó sólo papeles menores en películas de directores jóvenes, como en Droga w świetle księżyca de Witold Orzechowski (1972), Rozmowa de Piotr Andrejew (1974) y Zdjęcia Próbne de Agnieszka Holland, Paweł Kędzierski y Jerzy Domaradzki (1976)., concentrándose en su trabajo teatral en el Teatro Nowy de Łódź.
Se jubiló en 1983 y murió el 11 de diciembre de 2010 en Łódź.

## Filmografía
| Año  | Título                       | Papel                     |
| ---- | ---------------------------- | ------------------------- |
| 1954 | Niedaleko Warszawy           | Wanda Bugajówna           |
| 1955 | Pokolenie                    | Dorota                    |
| 1956 | Nikodem Dyzma                | Zula                      |
| 1957 | Naufragios                   | Teresa                    |
| 1957 | Spotkania                    | Jane                      |
| 1958 | Deszczowy lipiec             | Anna                      |
| 1959 | Ostatni strzal               | Magda                     |
| 1960 | Krzyżacy                     | Jagienka Zychówna         |
| 1961 | Dzis w nocy umrze miasto     | Zofia                     |
| 1963 | Wielka, wieksza i najwieksza |                           |
| 1969 | Przygoda z piosenka          | Chica en el casting       |
| 1973 | Jezioro osobliwosci          | Madre de Michal           |
| 1977 | Zdjecia próbne               | Madre de Anka             |
| 1982 | W obronie wlasnej            | Amante del padre de María |